# 김기원 (바둑 기사)
김기원(金基原, 1993년 11월 6일 ~ )은 대한민국의 바둑 기사이다.

## 약력
2009년 제118회 입단대회를 통해 만 15세의 나이로 입단했다. 2011년 3단을 거쳐 2012년 5월에 4단으로 승단했다. 2010년 제2회 BC카드배 월드 바둑 챔피언십 본선 64강에 진출했지만 목진석에게 패해 탈락했다. 2011년 제1기 KC&A배 신인왕전 본선에 올랐으며, KB국민은행 2011한국바둑리그에서 준우승을 차지했다. 2012년 제4회 BC카드배 본선 64강에 진출했다. 2016년 5단으로 승단했다.